# Seokguram
Die Seokguram-Grotte ist eine angegliederte Außenanlage des buddhistischen Bulguksa-Tempels nahe der koreanischen Stadt Gyeongju, der ehemaligen Hauptstadt des Silla-Königreichs. Sie liegt auf dem Gipfel des Berges Tohamsan circa 745 m über dem Meeresspiegel und überblickt das Koreanische Ostmeer.

## Geschichte
Der Bau der künstlichen Grotte wurde auf dem Höhepunkt der Silla-Kultur im Jahre 751 begonnen und im Jahre 774 fertiggestellt.
Während der neokonfuzianischen Joseon-Dynastie (1392–1910) verlor der Buddhismus stark an Bedeutung und das Heiligtum geriet in Vergessenheit. Bäume und Sträucher überwucherten den Eingang, Gewölbeteile stürzten ein.
Erst 1909 wurde die Grotte wiederentdeckt und unter der japanischen Herrschaft (1910–1945) begann eine teilweise unsachgemäße Restaurierung.
In den Jahren 1961–1966 erfolgte durch die koreanische Regierung unter Park Chung-hee eine umfassende Restaurierung. Zur Klimaregulierung und als Schutz vor den Besucherströmen wurde der Grotteneingang mit einer Glasscheibe verschlossen und ein Holzgebäude als Eingangsbereich vorgebaut.
1962 wurde die Seokguram-Grotte zum südkoreanischen Nationalschatz Nummer 24 erklärt und 1995 zusammen mit dem 2 km bergab gelegenen Bulguksa-Tempel von der UNESCO unter dem Titel Grottentempel Seokguram und Tempel Bulguksa in die Welterbeliste aufgenommen.

## Architektur

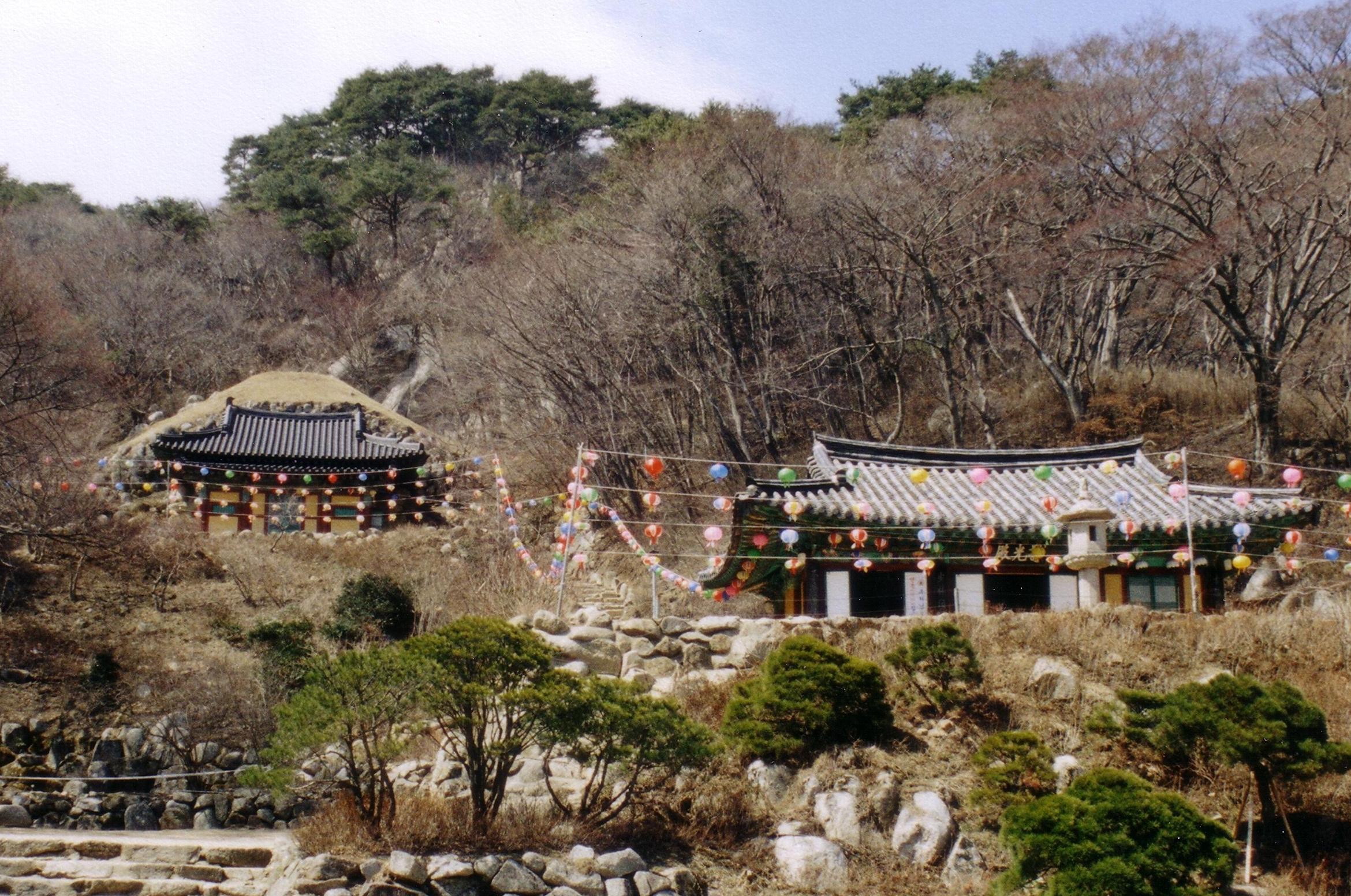
Außenansicht der Seokguramgrotte

Die künstliche Grotte besteht aus exakt behauenen Granitblöcken und untergliedert sich in drei Kammern. Die Abfolge der Räume folgt dabei einem durchdachten, metaphysischen Konzept. Durch eine rechteckige Vorkammer und einen schmalen Korridor gelangt man in eine innere runde Hauptkammer mit Kuppel. Der Durchmesser des Rundbaus beträgt zwischen 6,58 m und 6,84 m.
Die rechteckige Vorkammer und der schmale Korridor symbolisieren das Irdische. Sie dienen zum Schutz des inneren Heiligtums und sollen die Gläubigen einstimmen. Hier sind Schutzgeister, Tor- und Welthüter dargestellt. Diese Wesen zählen noch zur vergänglichen, irdischen Welt. Sie unterliegen dem Gesetz der wirkenden Tat (Karma) und sind an den Kreislauf von Geburt, Tod und Wiedergeburt gefesselt.
Die runde innere Kammer symbolisiert das Himmlische, an ihren Wänden sind Arhats und Bodhisattvas dargestellt. Diese Wesen sind bereits erlöst und nicht mehr an den Kreislauf der Wiedergeburt gefesselt. Den Mittelpunkt des Heiligtums bildet der unter einem künstlichen Himmelsgewölbe auf einem Lotosthron sitzende Buddha. Die Buddhastatue ist 3,45 m hoch und zeigt Siddhartha Gautama im Lotossitz, seine linke Hand liegt in seinem Schoß, seine rechte Hand liegt auf dem rechten Knie, die Finger zeigen nach unten. Mit dieser Handhaltung (Bhumisparsa Mudra- wörtlich: Berühren der Erde) wird die Erde als Zeugin für bisherige Verdienste angerufen und die Unerschütterlichkeit Buddhas unterstrichen.
Das Besondere an der „Grotte“ ist, dass die Buddha-Statue ursprünglich frei stand und durch einen schützenden Baukörper umgeben werden sollte. Um zu vermeiden, dass die Statue während der Errichtung des Schutzbauwerks durch ein Lehrgerüst gestört würde, wurde die Kuppel mit einem einzigartigen Verfahren gewölbt. Mit der Krümmung der Kuppel drohten die Steine nach innen zu fallen. Deshalb wurden Steine mit einem Kontergewicht in die einzelnen Schichten eingefügt, die die Nachbarsteine vor dem Nachinnenfallen bewahrten. Je höher die Kuppelwölbung gemauert wurde, umso mehr Gegengewicht war nötig. Die Gegengewichtssteine sind am Kopf so behauen, dass sie wie ein Nagelkopf ausgebildet sind und damit die Nachbarsteine in der Schicht zurückhalten können. Oben in der Mitte sichert ein Schlussstein das Gewölbe. Das Gewölbe wurde mit einer dicken Lehmschicht abgedichtet und eingeschüttet, sodass es wie eine in den Berg gebaute Grotte wirkt.